# Colonia Agrícola el Llano
Colonia Agrícola el Llano är en ort i Mexiko.   Den ligger i kommunen Ahumada och delstaten Chihuahua, i den nordvästra delen av landet, 1 500 km nordväst om huvudstaden Mexico City. Colonia Agrícola el Llano ligger 1 308 meter över havet och antalet invånare är 127.
Terrängen runt Colonia Agrícola el Llano är huvudsakligen platt. Colonia Agrícola el Llano ligger nere i en dal. Runt Colonia Agrícola el Llano är det mycket glesbefolkat, med 2 invånare per kvadratkilometer. Närmaste större samhälle är El Progreso, 17,1 km väster om Colonia Agrícola el Llano. Omgivningarna runt Colonia Agrícola el Llano är i huvudsak ett öppet busklandskap.